# Daniel Goh (Fußballspieler)
Daniel Goh (* 13. August 1999 in Singapur), mit vollständigen Namen Daniel Goh Ji Xiong, ist ein singapurischer Fußballspieler.

## Karriere

### Verein
Daniel Goh stand 2018 bei Hougang United unter Vertrag. Der Verein spielte in der ersten Liga, der Singapore Premier League. 2019 wechselte er zum Ligakonkurrenten Balestier Khalsa. Für Khalsa absolvierte er zwanzig Erstligaspiele. 2020 unterschrieb er einen Vertrag bei Albirex Niigata (Singapur). Der Verein ist ein Ableger des japanischen Vereins Albirex Niigata. Seit Mitte 2021 absolviert er seinen Militärdienst. Von der Army wurde er zu den Young Lions ausgeliehen. Für die Young Lions bestritt er elf Erstligaspiele. Im Mai 2022 wechselte er erneut zu Balestier Khalsa. Nach 39 Ligaspielen wechselte er im Januar 2024 zu seinem ehemaligen Verein Albirex Niigata (Singapur).

### Nationalmannschaft
Bis 2021 spielte Daniel Goh einmal in der singapurischen U22-Nationalmannschaft sowie zweimal für die U23-Mannschaft. Sein Debüt in der singapurischen Nationalmannschaft gab er am 23. März 2023 in einem Freundschaftsspiel gegen Hongkong. Bei dem 1:1-Unentschieden im Mong Kok Stadium wurde er in der 58. Minute für Hafiz Nor eingewechselt.